# Cabestany (Bajo Pallars)
Cabestany es un pequeño pueblo del municipio de Bajo Pallars, en la comarca leridana de Pallars Sobirá. Está a 1124 m de altitud y en 2013 tenía 4 habitantes.
Está en la parte occidental del municipio, a poniente de Montcortés y del lago homónimo, sobre el cual tiene unas excelentes vistas gracias a su elevada posición sobre él. Al pueblo se accede tras 2,5 km de pista desde Montcortés.
En el pueblo está la iglesia de San Román, que depende de la de Moncortés.

## Cabestany en el Madoz
Cabestany aparece citado en el Diccionario geográfico-estadístico-histórico de España y sus posesiones de Ultramar, obra de Pascual Madoz. Por su gran interés documental e histórico, se transcribe a continuación dicho artículo sin abreviaturas y respetando la grafía original.

CABESTANY: lugar dependiente de Moncortés en la provincia de Lérida (24 horas), partido judicial de Sort (1), audiencia territorial y capitania general de Barcelona (46), diócesis de Urgel (11½), abadiato de Gerri. SITUADO en la meseta ó esplanada que forma un montecito de poca elevacion, contiguo al lago de Moncortés llamado del Estany, de que toma nombre: le combaten todos los vientos y especialmente el del norte; el CLIMA es frio y produce inflamaciones. Tiene 6 casas y la iglesia parroquial (San Roman), aneja a Moncortés. Confina el TÉRMINO norte Emball, este Escós, sur Peracals y oeste Pobleta de Bellvei. Hay en él fuentes de aguas muy delgadas, y el lago arriba mencionado, en el cual se criaban a principios de este siglo abundantes sanguijuelas de superior calidad; hoy han enteramente desaparecido. Mana continuamente de él un poco de agua que se dirige á un barranco y de allí corriendo de oeste á este [sic] va á juntarse con el riachuelo Uria un poco más abajo de la Pobleta de Bellvei. El TERRENO es montuoso y pedregoso, y los caminos locales, que lo atraviesan, en mal estado y de herradura, dirigen á los pueblos colindantes. El CORREO lo reciben los interesados de la estafeta de Gerri los miércoles y sábados, y sale los mismos dias. PRODUCE trigo, centeno, cebada, fruta, hortaliza y pastos, se cria ganado lanar y vacuno, y en el lago anguilas de mucha magnitud, de las cuales se pescan algunas en tiempo de fuertes lluvias; hay caza de perdices, conejos, liebres y aves de paso. INDUSTRIA: se recria un poco de ganado lanar y vacuno. COMERCIO: se importa vino y aceite, y se estraen algunos cereales. POBLACION, RIQUEZA y CONTRIBUCION con Moncortés. (Véase)